# Thorkild Henningsen
Thorkild Gustav Henningsen, född 7 februari 1884, död 31 juli 1931, var en dansk arkitekt.
Thorkild Henningsen var son till Frants Henningsen. Han utförde en för hela Norden banbrytande gärning på bostadsbyggandets område genom att lyckas införa radhustypen trots ett visst motstånd hos allmänheten. Han byggde Bakkehusene i Köpenhamn tillsammans med Ivar Bentsen 1921, vilket blev Köpenhamns första moderna radhusanläggning, och genomförde därefter en mängd liknande projekt i Köpenhamn och andra delar av Danmark.